# 神奈川県警察の不祥事
神奈川県警察の不祥事（かながわけんけいさつのふしょうじ）は、神奈川県警察および所属警察官における不祥事の一覧。

## 主な不祥事・疑惑
報道された不祥事の一部。

### 1980年代・1990年代
1989年
- オウム真理教事件の一つである坂本堤弁護士一家殺害事件では、被害者である坂本堤が労働運動に関わっていた反体制派であることに対する神奈川県警の反発（日本共産党幹部宅盗聴事件における横浜法律事務所との確執が影響したとする意見もある）から、現場の状況が相反するものであったにもかかわらず、単なる失踪・夜逃げと決めつけ、この神奈川県警の不手際はオウム真理教問題をエスカレートさせてしまう結果となり、松本サリン事件や地下鉄サリン事件など、一連のオウム真理教事件が発生と長期化に繋がったとして批判されている。

1997年
- 戸部警察署で、銃砲刀剣類所持等取締法違反により逮捕された被疑者が、取調室で拳銃自殺した（戸部警察署内被疑者死亡事件）。この事件について、隠蔽があったのではないかという憶測がある。

1999年
- 県警警察官による覚醒剤使用事件を警察本部長が握り潰した組織犯罪が発生した。最終的に当時の警察本部長ら5人が有罪となった。警察本部長経験者が有罪になったのは国内の警察史上初めてで、戦後最悪の警察不祥事と称された。また、本来は警察職員の不正を告発しなければならない監察官室が、1991年に不祥事を積極的に公表しないよう指示したマニュアルを作成していたことも判明した。事件の公表は「一般市民への警察の信頼感と警察職員の士気を低下させるだけ」であり、「マスコミとの摩擦を恐れるだけの安易な考えで公表することがあってはならない」といった内容が報道によって明らかになり、神奈川県警の隠蔽体質が露呈した。
- 藤沢北警察署の巡査長が、交通違反の女性（18）に覚醒剤を提供し、それをネタに「逮捕する」と取調室に何度も呼び出し、3年間に10回以上の強姦を繰り返したとして、損害賠償請求を提訴された。なお、原告の取り下げによって事件は終了している。

### 2000年代
2000年
- 4月26日、加賀町警察署に勤務の巡査（当時25歳）が、3月半ばに同署の留置場に拘留されている女性被告に対してわいせつな行為をしていたことが判明した。女性被告が同月下旬に別の捜査員に取り調べを受けていた際に、この巡査に無理やり体を触られたと訴えたことから事件が発覚した。この巡査は翌日、特別公務員暴行陵虐容疑で逮捕され、同日付で懲戒免職となった。
- 12月4日、警察音楽隊の女性隊員が同僚の男性隊員に殺害され、本人も自殺した。動機は男女関係のもつれと見られる。

2006年
- 国内の警察史上初めてとなる、制服を着た現職警察官による公務中の空き巣事件が発覚した。パトロール中に顔見知りの家での犯行であった。犯人の鎌倉警察署巡査長は、同年12月6日に窃盗で逮捕された。逮捕された巡査部長は以前相談を受けた学習塾を営む女性の自宅に無断で上がり込み、現金数万円が入った封筒を盗んだ。同巡査部長は取調べに対し、住宅ローンの支払いや子供の養育費など金銭的な問題を抱えていたと供述した。なお「制服を着ている警察官の公務中」を除けば、神奈川県警では当時茅ケ崎警察署刑事課窃盗犯係の巡査部長が、自らが担当した事件で得た個人情報を元に、被害宅に対して再び単独で連続空き巣を行い、2001年9月に懲役6年の実刑判決を受けた。

2007年
- 厚木警察署刑事第一課の巡査部長が2006年12月に勤務中、相談を受けていた詐欺事件被害者の女性に、この女性が役員を務めるリサイクルショップにおいて、両手で無理やり抱きつきキスをするなどのわいせつ行為をしたことが発覚。県警は強制わいせつの疑いで巡査部長を逮捕した。
- 警備部警備課長の警視が神世界事件に関与し、被疑者達と共に逃走していたことが発覚。のちに監察官室は、警視を懲戒免職処分とした。後に逮捕。2011年12月、組織犯罪処罰法違反（犯人蔵匿）で執行猶予付きの有罪判決が下った。

2009年
- 7月27日、旭警察署が6月18日に横浜市旭区内で発生した集団暴行事件で、同月26日に被疑者が乗っていた自動車を所有する同市泉区在住の男性を逮捕したが、防犯カメラに写った犯人の男と体型が違うなどとして、釈放していたことが判明した。
- 11月17日、機動捜査隊の巡査部長が相模原市の民家に押し入り、住人を殴打して逮捕される。

### 2010年代
2010年
- 厚木警察署の超過勤務強要が発覚。厚木警察署は夜勤の当直中に事件受理件数が10件を超えた場合は、当直者全員に残業を強制していた。厚木警察署管内では5月以降認知件数が大幅に減り、昨年5月～11月は300件台後半～400件台であったのが、2010年は200件台になり、特に6月～8月は前年のおよそ6割にまで減った。
- 裏金問題。2003年から2008年までに、警察本部の会計担当者が業者に「預ける」経理操作の手法で公金をプールし、総額11億余円が不正に流用されていたことが判明。現在公安調査庁調査第一部長を務める前本部長が減給、513人が訓戒・注意など、何らかの処分対象者は全部で531人にのぼった。

2011年
- 3月に逗子ストーカー殺人事件で、加害者に対し脅迫罪の逮捕状執行の際に、逮捕状に記載された被害女性の結婚後の名字や転居先住所などを2回読み上げた。これにより加害者が被害女性の結婚後の名字や住所を知り、殺人事件につながった。
- 11月に大和警察署の46歳の男性警部補が、署内の女子更衣室や女子トイレなどに侵入し、盗撮を繰り返していたとして書類送検された。

2012年
- 中原警察署の34歳の男性巡査が、架空の自転車盗事件をでっち上げ、友人を被疑者に仕立てて検挙したとの調書を作成したとして、1月に虚偽有印公文書作成・同行使の容疑で逮捕された。
- 川崎警察署刑事第二課長（警部）が、刑事部捜査第二課在籍時に横浜市会議員から長年に渡り、金品を受領していた事が発覚した。
- 3月に大和警察署でセクシャル・ハラスメントが発生した。30歳代男性警察官4人が、20歳代の女性警察官をカラオケボックスに呼び出し服を脱ぐことを強要したり、無理やりキスをしたりするなど集団でわいせつな行為をしていた。本部警務部は当初、告訴を受けながら事件化は困難として立件を見送る方針であったが、読売新聞が7月27日にこの問題を報じてから、本部や大和署に当日だけで約300件の苦情電話が殺到した。一転して事件化することになった。直接関与した2人が2013年1月、強要と暴行の容疑で逮捕された。2013年2月、起訴猶予処分となり依願退職した。
- 全日本剣道選手権大会での優勝経験がある第二機動隊所属の巡査部長が、女子高校生に裸体写真を撮影させ携帯電話のメールで画像を送信させたとして、児童買春、児童ポルノに係る行為等の処罰及び児童の保護等に関する法律違反容疑で逮捕される。
- 9月に大和警察署の巡査部長（37）が、電車内で女子高校生を隠し撮りしたとして、県迷惑行為防止条例違反で現行犯逮捕された。
- 小学校への襲撃予告をウェブサイトに書いたとして少年を7月に逮捕したが（パソコン遠隔操作事件）、少年のパソコンが外部から不正操作されていたことが判明し、誤認逮捕であったとして謝罪した。捜査時にコンピュータウイルス検査も行なっていないため、神奈川県警の情報技術に対する知識不足が指摘された。また、この件で犯行状況を不自然なほど詳述し、犯罪を認めるとした上申書が提出されていたため、神奈川県警が少年に自白を強要した可能性を指摘された。
- 11月に電車内や書店での盗撮事件が発生した。大和警察署の巡査部長が、県迷惑行為防止条例違反容疑で逮捕され、藤沢北警察署の巡査が書類送検された。

2013年
- 2月に刑事部捜査第二課の警部補が、本部敷地内で酒酔い運転し、そのまま公道に出ようとしていたことが発覚した。
- 3月22日に伊勢佐木警察署刑事第一課で、1992年から2004年までに扱われた傷害や器物損壊、暴行、恐喝など106件の事件捜査が放置され、全てについて公訴時効が成立し送検していなかったことが発覚した。32件について送検手続きが取られた。

2014年
- 4月9日に葉山警察署地域課の警部補が電車内で男性の下半身を触ったとして、県迷惑行為防止条例違反（卑わい行為の禁止）で現行犯逮捕される。本人は容疑を否認した。
- 4月12日に強制わいせつ事件の捜査に絡み、鶴見警察署の男性巡査部長が、捜査報告書の作成年月日を実際より半年前と偽って記載していたことが発覚した。
- 5月12日、相模原警察署地域課の巡査部長が覚せい剤取締法違反（使用）容疑で警視庁組織犯罪対策部組織犯罪対策第五課に逮捕される。新宿・歌舞伎町でパトカーの職務質問を受けた際に言動に不審な点があったため、尿検査を行なったところ発覚した。
- 8月12日、交通部交通総務課長補佐の警部が覗き行為で逮捕された。7月21日と30日に藤沢市内で民家の浴室を覗き、スマートフォンで内部の様子を撮影した。この際に、隣家からの110番通報を受け、現場周辺を警らしていた藤沢北警察署員が駆けつけ、職務質問をされたが任意同行を拒否。上司の交通総務課長に相談してスマートフォンを提出した。以後は無断欠勤を続けていた。本人は容疑を否認した。

2016年
- 3月12日、泉警察署署内の1階の男性トイレ個室内で、同署地域課の男性巡査（25）がパワーハラスメントを苦に拳銃にて自らの頭を撃ち拳銃自殺した。本件に対し2018年2月に男性巡査の両親が同署の対応に安全配慮義務違反があったとして県を相手に横浜地裁に提訴した。2022年7月29日、横浜地裁は両親の請求通り県に約5500万円の支払いを命じる判決を言い渡した。2023年3月9日、東京高等裁判所は、署長が巡査の精神不調を認識できたとは言えず、「拳銃を持たせてはいけない義務を負っていたとは言えない」 として一審判決を取り消し、両親の訴えを棄却した。
- 12月23日、11月19日に電車で寝ていた女性から、IC乗車券PASMOを盗んだり、スカート内を盗撮したりしたとして、伊勢佐木警察署刑事第一課の男性巡査部長（37）を停職3カ月の懲戒処分にした。同巡査部長は10月中旬に駅構内のエスカレーターで、別の女性のスカート内をスマートフォンで盗撮したほか、2015年4月29日には、デリバリーヘルス（派遣型風俗店）で働く女性を呼んだ横浜市中区のホテル客室内にビデオカメラを設置し、女性の裸などを無断で撮影したという。

2017年
- 4月28日、南警察署生活安全課の24歳の女性巡査が、課内で積み立てていた慰安旅行の積立金を着服したとして、停職3か月の懲戒処分とした。巡査は同日依願退職。発覚するまでの1年4か月の間にホストクラブに通い続けたうえ、消費者金融などに借金があり、返済に困窮し犯行に及んだという。巡査は2016年6月から課の積立金の管理を担当していた。全額が返済されたため、立件は見送られた。

2018年
- 4月20日、免許の学科試験の採点などを担当していた49歳の運転免許本部運転免許課の事務職員が、横浜市戸塚区で飲酒して乗用車を運転した現行犯で逮捕された。
- 10月5日、伊勢佐木警察署地域第三課長の41歳の男性警部が、横浜市中区内の量販店で芳香剤などを万引きした後、呼び止めた警備員を突き飛ばしたとして、事後強盗の容疑で逮捕された。
- 11月30日、川崎警察署の35歳の男性警部補と、29歳の男性巡査部長ら計5人が4月に、銃砲刀剣類所持等取締法違反事件の関係先の捜索令状を裁判所に請求するにあたり、虚偽内容の捜査報告書を作成したとして、虚偽有印公文書作成などの容疑で書類送検された。

2019年
- 3月22日、川崎臨港警察署地域課の40歳の男性巡査部長が、JR埼京線の電車内で痴漢をしたとして、100分の10（6カ月）の懲戒処分とした。巡査部長は同日付で依願退職した。警視庁は同日、都迷惑行為防止条例違反の疑いで、巡査部長を書類送検した。
- 9月、県警の男性警部補が横浜市の路上で信号待ちをしていたバイクの男性に「バイクの音がうるさい」と言って殴った。県警は暴行容疑で任意の事情聴取。
- 10月26日、刑事部暴力団対策課の警部補が横浜市内の雑居ビルの階段に侵入し建造物侵入の現行犯で逮捕される。
- 10月31日、第一交通機動隊巡査が10月7日午後、同県横須賀市の80代男性の家を訪れ、キャッシュカードの保全措置をすると偽って、男性からキャッシュカード2枚を盗んだとして逮捕された。巡査は特殊詐欺事件の受け子役であった。
- 11月7日、警備部オリンピック・パラリンピック対策課の警部が8月、二宮町の雑居ビル1階外階段で、女性に自身の下半身を触らせるなどのわいせつな行為をしたとして、公然わいせつの疑いで書類送検するとともに、減給100分の10の懲戒処分にした。警部は同日付で依願退職した。
- 12月10日、警察官2人が書類送検された。2019年4月に海老名市の交番でブラジル国籍の男性が暴れだし、警察官に押さえつけられ、その後死亡した。警察官が胸を押さえつけるなどしたことが、男性の死亡に繋がった疑い。
- 12月26日、男性警部補が2019年9月に信号待ちをしていたバイクの男性運転手に対する暴行の疑いで書類送検された。

### 2020年代
2020年
- 1月24日、男性巡査が2017年5月から2019年6月にかけて勤務していた交番に届けられた財布に入っていた現金と鍵束などの横領と、窃盗の被害届を自宅に持ち帰ったとして、業務上横領と公用文書等毀棄で書類送検され、懲戒免職処分となった。男性巡査は現金の横領はこれまで20回ほどしたと供述し、鍵束については「落とし主が分かれば鍵を使って家に侵入し、金を盗めると思った」とした[53]。
- 2月14日、男性警部補が2010年6月頃から2019年2月頃にかけて担当した44件の交通事故で、事実と異なる供述調書などを捏造し、虚偽有印公文書作成・同行使容疑などで書類送検された[54]。
- 2月19日、川崎市警察部の46歳の男性警部が、交番で警察官に暴行を加えたとして、公務執行妨害の現行犯で逮捕された[55]。3月13日、上記事件や職場でのパワハラなどで、警部を懲戒免職処分とした[56]。
- 2月19日朝、男性巡査部長（32歳）ら加賀町警察署員2人が横浜市中区のマンションエントランスで倒れている男性を保護した。男性に目立った外傷はなく、いびきをかいて酒の臭いもしたことから、報告を受けた男性警部補（49歳）は泥酔者と判断。所持していた身分証で自宅住所を確認し、パトカーで送り届けるよう別の署員3人に指示した。3人は男性を自宅に送り届けて立ち去った。男性は21日午前、室内で搬送時と同じ状態で倒れているのを発見され、死亡が確認された。死因は頭部打撲による急性硬膜下血腫で、死亡推定時刻は20日夜であった。男性が保護されたマンションの防犯カメラには、保護の約3時間前に男性が転倒する様子が写っていた。6人は「傷病者と思わなかった。いずれ目を覚ますと思っていた」などと釈明した。保護の取り扱い結果を記録する書類では、自宅への搬送後に男性の同意に基づいて保護を解除したとされていたが、実際には同意はなく、県警は警部補ら3人を、虚偽有印公文書作成や同行使容疑でも書類送検した。県警は12月18日、保護責任者遺棄致死の疑いで、男性警部補や男性巡査部長ら警察官6人を書類送検。男性警部補と男性巡査部長は戒告の懲戒処分とし、ほかの4人も本部長訓戒などとした[57]。
- 3月13日、交番で警察官に暴行して怪我を負わせたり、職場でパワーハラスメント行為をしたりしたなどとして、県警は川崎市警察部の男性警部（46歳）を懲戒免職処分とした。男性警部は2月19日、小田原市内の交番で警察官2人の胸ぐらをつかむなどして職務を妨害したとして、公務執行妨害の現行犯で逮捕された。警察官1人に怪我を負わせたとして、横浜地方検察庁は公務執行妨害と傷害の罪で起訴。また、2019年12月～2020年2月、同市内の飲食店でトラブルになった客を呼び出すよう店員に強要したほか、同僚職員を大声で叱責したり、元上司に暴言を吐いたりするなどした。県警は、こうした言動が繰り返されたため、2月14日に男性警部に対し、医療機関を受診するよう求めていた[58]。
- 7月9日、相模原警察署地域第三課の男性巡査長（34歳）が、横浜市旭区上白根のスーパーで、カレーパンや天ぷらなど食料品14点（計1,789円相当）を会計せずに店外に出たところを、男性店員に取り押さえられた。県警は窃盗の現行犯で男性巡査長を逮捕した。男性巡査長が商品を入れた買い物かごが同店の物でなかったため、不審に思った店員が注視していた[59]。
- 7月22日、県警は自動車警ら隊の男性警部補（36歳）が相模原警察署地域課などに勤務していた2016年3月～2018年9月、部下の男性警察官2人に対し、繰り返し「ボケ」「カス」などの暴言を吐いたほか、カラオケ店などで上半身をつねる暴行を加え、1人に内出血のけがを負わせた。また、バーベキューに行った時に川の中に倒して頭を水に押さえるといった暴行をはたらいた。2016年8月～2017年8月には申請と異なる自動車通勤をして、通勤手当として約14万9000円を不正に受給していたため、停職（6ヵ月）懲戒処分とした。男性警部補は同日付で依願退職した。暴行について「嫌がっているのは分かっていたが場を盛り上げるために繰り返しつねった」と話している[60][61]。
- 11月13日（処分日）、男性巡査部長（46歳、第一交通機動隊所属）が、藤沢警察署に勤務していた2014年1月8日、車でバイクとの事故を起こした男性から微量のアルコールを検出したにも関わらず、単なる人身事故として書類を作成して上司に提出し、捜査時に使用した飲酒検知管などを勤務先の机に隠し持っていたとして、県警は11月13日、男性巡査部長を停職3ヵ月の懲戒処分とし、虚偽有印公文書作成・同行使、証拠隠滅などの容疑で横浜地方検察庁に書類送検した[62]。

2021年
- 1月22日（処分日）、 第一機動隊所属の男性巡査（27歳）が2020年2月に東京都品川区のJR大井町駅構内で、女性（20代）のバッグに体液を付着させたとして、10月15日に警視庁に逮捕され、その後、男性巡査は同年2月から10月までの間、都内や神奈川県内で、別の女性5人に同様の犯行を繰り返していた疑いが判明した。県警監察官室は2021年1月22日、男性巡査を器物損壊などの疑いで書類送検し、停職6ヵ月の懲戒処分とした。男性巡査は同日付で依願退職[63]。
- 8月24日から9月5日までの2020年東京パラリンピックの期間中、部下にパワーハラスメントをしたとして第二機動隊長の男性警視が同年12月に警務部長注意となった[64]。警視は同県警の部隊を統括するために警視庁に派遣され、男性警部に対して「仕事は遅いのに飯を食うのだけは早いやつだ」と発言したほか、公用車内で喫煙していた[64]。
- 10月21日、県警が取り扱った検視が必要な遺体の搬送をめぐって葬祭会社に遺族を紹介し、その見返りに現金127万円と68万5千円相当のプリペイドカード137枚の謝礼を受け取ったとして[65][66]、大和警察署の男性警部補を受託収賄の疑いで、宮前警察署の男性警部補とその妻を贈賄の疑いで、3人を逮捕した。妻は葬儀会社の経営者であった。男性警部補は31年2月に大和署に異動し、今年の4月まで遺体の検視、調査を行う刑事1課強行犯係に所属していた[67]。2022年2月15日、男性警部補の初公判が横浜地方裁判所で開かれ、被告人質問で「県内の54署すべてで、葬祭会社からビール券をもらっていると思う」と証言した[68][69]。3月15日、横浜地方裁判所は、元警部補に受託収賄罪で懲役2年6月、執行猶予4年、追徴金195万5千円の判決を言い渡した[70]。

2022年
- 1月12日、伊勢佐木警察署刑事第一課の巡査部長と川崎警察署交通課の巡査長を懲戒処分した[71][72][73]。巡査部長は2021年6月10日に上大岡駅や横須賀市内の商業施設においてスマートフォンで女性を盗撮したとして、巡査長は上大岡駅で女性を盗撮していた。なお、12日付で2人ともに依願退職した[71][72]。
- 1月25日、暴力団関係者に捜査情報を漏洩したとして、県警は地方公務員法（守秘義務）違反の疑いで刑事部捜査第二課に所属していた元警部補の男を書類送検した。2020年1月ごろ、恐喝事件を巡り、事務所を家宅捜索する日付などを暴力団関係者に事前に伝えた。県警は2021年9月に元警部補を懲戒免職処分にした[74]。当時の聞き取りに対し「捜査情報を伝えることで関係性を継続したかった」と話したという[75]。
- 3月18日、大船警察署刑事課の男性巡査長を詐欺容疑で書類送検し、同日付で懲戒免職処分とした[76][77]。男性巡査長は、2021年2月に窃盗事件の被疑者から弁償金名目として10万円を預かり、その内の2万円を被害者へ渡さず詐取したほか、2021年6月に窃盗事件で任意で事情聴取していた被疑者から現金計16万円を詐取していた[76][78]。また、10代女性を触ったとして強制わいせつ容疑で川崎警察署の男性巡査を[77][78]、女性を盗撮したとして大和警察署と旭警察署の男性巡査2人を書類送検し、3人とも依願退職した[78]。
- 6月10日、小田急小田原線の電車内で通学途中の女子高校生の胸を触ったとして、県迷惑行為防止条例違反（痴漢）の現行犯で自動車警ら隊の警部補が逮捕された。調べに対し「やっていないので何のことだか分かりません」などと供述し容疑を否認[79]。
- 11月18日、横浜市中区にある科学捜査研究所で、捜査員への手製銃の講習会を実施していたところ、指導役の職員が銃を誤射し、左手を負傷。誤射したのは押収されたキーホルダー型の手製銃で、5つの弾倉の内2発に2ミリの鉄製の球が込められていたにもかかわらず、発射できないと判断していた。職員が準備の為銃を触ったところ発射された[80]。

2023年
- 5月16日、神奈川県警の車両（輸送車）が安全確認を怠って広島市中区の電車の軌道敷内に進入し、広島電鉄（広島港発広島駅行き）の電車と衝突事故を起こした。神奈川県警は広島市にて開かれるG7サミットの応援で広島市を訪れていた。

2024年
- 1月18日、神奈川県警が動物愛護団体レスキュードアニマルから押収した犬猫計114匹のうち約80匹の行方が分からなくなっており、団体側が19日にも動物の返還と600万円の損害賠償を求め県警を提訴する事がわかった。藤沢北署によると、押収した犬猫は告発者と関係のある動物愛護団体に「管理委託契約」を結んだ上で預けたが、その後、この団体が分裂。大半が持ち去られ、約80匹の行方が19日現在も分からないままだという[81]。
- 2月15日、知人から依頼を受けて特定の車のナンバーを照会し、個人情報を漏らしたとして、県警は地方公務員法（守秘義務）違反の疑いで薬物銃器対策課所属の巡査部長を逮捕した。巡査部長は新潟県警察から出向中だった[82]。その後、巡査部長は同法違反の罪で略式起訴され、罰金50万円の略式命令を受けた[83]。
- 4月25日、暴力団幹部の依頼で車のナンバーを照会し所有者の個人情報を漏らしたとして、地方公務員法（守秘義務）違反などの疑いで、川崎警察署刑事第二課の警部補を逮捕した。警部補は漏洩した当時、県警本部の暴力団対策課に所属していた[84]。

- 5月24日、2023年11月に平塚警察署取調室で覚醒剤の入った袋が見つかり、このとき取り調べていた40代の男性のものだとして逮捕した。後に覚醒剤入りの袋は1か月半ほど前に別の被疑者が隠したものと判明。男性は釈放され、県警は誤認逮捕を謝罪した[85]。

- 6月11日、横浜市神奈川区羽沢町の環状2号で、第一交通機動隊に所属する30代の男性巡査部長の白バイが、50代男性の運転する乗用車に追突した。2人は病院に搬送され、いずれも軽傷。県警が事故原因を調べている。県警によると、現場は片側２車線の直線道路。乗用車と白バイが右車線から左車線に移動後、白バイが乗用車の左後部に追突した。同隊によると、白バイは緊急走行中ではなかった[86]。

- 6月5日、2021年5月ころに交通事故で身に着けていた物が破損したと保険会社に虚偽申告して保険金をだまし取ろうとした平塚警察署員を逮捕した[87]。また同日、自身が住む県警独身寮の別部屋に侵入した旭警察署の巡査部長を現行犯逮捕した[88]。

- 6月19日、窃盗未遂の現行犯で海老名警察署地域課の巡査長を逮捕した[89]。 同年で5人目となる県警警察官の逮捕に、加藤秋人県警監察官室長は「短期間に複数の逮捕者が出たのは甚だ遺憾だ」とコメントした[90]。

- 11月4日、偽造した委任状などで同県横須賀市に住む70代男性の預金口座から700万円をだまし取ったとして、詐欺と有印私文書偽造・同行使の疑いで横須賀警察署地域課の巡査長を逮捕した[91]。巡査長は勤務中で、制服姿で警察手帳を提示し、郵便局員を信用させ金をだまし取ったという[92]。

2025年
- パスポートを所持しているタイ国籍の女性（33）を、神奈川県警伊勢佐木署が入管難民法違反（旅券不携帯）容疑で誤認逮捕[93]。

- 川崎市の20歳女性が行方不明となり、元交際相手によるストーカー被害の訴えがあったにもかかわらず、神奈川県警は事件性を軽視し、遺体発見まで有効な捜査を行わなかったとして対応が批判されている[94]。

- 5月24日、覚醒剤取締法違反（所持）容疑で現行犯逮捕した男が、川崎警察署の取調室から逃走したと発表した。約10分後に署員が近くの路上で男の身柄を確保した。男の監視を担当していた20代の男性巡査長が居眠りをした隙に逃げたという。 巡査長は「一瞬落ちてしまい、うたた寝をしてしまった」と説明しているといい、署は「事実確認の上、再発防止につとめたい」としている[95]。
- 6月27日、 神奈川県警相模原南警察署の40代の巡査部長が、110番通報を受けて駆けつけたことをきっかけに70代の女性の住宅から2度にわたって現金を合わせて16万円余りを盗んだ疑いがあることがわかり、警察は、巡査部長を書類送検するとともに、懲戒免職にした。 調べに対し巡査部長は容疑を認め、「現金があればふだんより生活が楽になり服が買えると思った」と説明している[96]。
- 7月17日、神奈川県警藤沢北警察署の30代の巡査長が、住吉会系暴力団員らと共謀し、債権回収を目的に会社役員の男性を脅迫して社長との面会を強要した疑いで警視庁に逮捕された[97]。8月18日、東京地検は巡査長ら4人を不起訴とした。地検は詳しい理由を明らかにしていないが「4人の一部は和解した」としている[98]。
- 8月7日、交番勤務中に現金を賭けてトランプゲームの大富豪をしたとして、賭博容疑で津久井警察署地域課の30代の男性巡査部長2人を含む6人を書類送検した。主導的立場だったとして、巡査部長2人を減給100分の10（3カ月）、30代の男性巡査長と20代の男性巡査3人を戒告の懲戒処分にした[99]。

## 冤罪事件
- Coinhive事件

## 警察見張番
1999年以降の神奈川県警の不祥事続発に対し、神奈川県内の弁護士らが中心となり、警察の不正・不当な行為を監視しこれを是正することを目的として、2000年7月21日に市民団体「警察見張番」が設立された。